# Passwd (утилита)

passwd — утилита Unix-систем для управления паролями учётных записей.
Использование: passwd [опциональные параметры]

После ввода команды последует запрос на ввод существующего пароля текущей учётной записи и запрос на новый пароль.
В то время как администратор может изменять пароли от всех локальных учётных записей, пользователь может сменить только свой собственный пароль.
Утилита также может изменить информацию об учётной записи, в том числе полное имя пользователя, пользовательскую оболочку и срок действия пароля.